# Acrosathe stylata
Acrosathe stylata är en tvåvingeart som beskrevs av Lyneborg 1986. Acrosathe stylata ingår i släktet Acrosathe och familjen stilettflugor. Inga underarter finns listade i Catalogue of Life.